# 何応欽
何 応欽（か おうきん、台: 何應欽、1890年4月2日〈光緒16年閏2月13日〉 - 1987年〈民国76年〉10月21日）は、中華民国の軍人。字は敬之。貴州省興義府興義県泥蕩村の出身。本貫は江西省撫州府臨川県。
東京振武学校第11期、日本陸軍士官学校28期卒業。黔軍（貴州陸軍）出身で、後に孫文配下となり、国民革命軍創設に貢献した。孫の死後はかねてから親しかった蔣介石を支え、その片腕と評されるまでになった。軍政部長を長期にわたり務め、日中戦争末期に連合国中国戦区陸軍総司令に就任、日本の降伏受諾任務にも携わる。しかし戦後は蔣介石との関係が悪化して一時冷遇され、国共内戦後半に復権して国防部長や行政院長も務めたが、最終的に中国共産党に敗北して台湾に逃れた。
青天白日勲章、勲一等旭日大綬章、バス勲章ナイト・コマンダー（KCB）受賞。

## 経歴

### 日本留学と黔軍での台頭・失脚
何其敏の子。7歳にて私塾に学ぶ。1906年（光緒32年）、貴州陸軍小学堂に入学し、1909年（宣統元年）、武昌陸軍第三中学に進学した。同年冬、谷正倫らと共に日本に留学し、東京振武学校第11期で学習した。このときに蔣介石とも知り合い、また中国同盟会に加入した。1911年（宣統3年）秋に辛亥革命が勃発すると、何応欽は帰国して上海に赴き、滬軍都督陳其美の下で革命派として活動した。
1913年（民国2年）の第二革命（二次革命）で革命派が敗北すると、何応欽は日本に逃れ軍事の学習を再開する。1914年12月に陸軍士官学校に中国学生隊第11期として入校。同期に朱紹良・賀耀組らがいた。1916年5月、陸士（第28期に相当）を卒業して帰国し、黔軍（貴州陸軍）第1師歩兵第4団団長に任命される。また、「新派」の指導者王文華の妹の王文湘と結婚し、何応欽自身も新派の幹部と目されるようになる。以後、貴州講武学校校長、少年貴州会主任、黔軍第5混成旅旅長、貴陽警備司令などを歴任した。
1920年（民国9年）11月10日、何応欽は王文華配下の同僚の谷正倫と共に王文華の指示で旧派粛清の兵変を敢行し、貴州督軍劉顕世（王文華の母方の叔父）を下野に追い込んだ（民九事変）。ところが1921年（民国10年）3月、王文華が北京政府を支持する配下の袁祖銘の刺客に上海で暗殺されてしまう。このため、王文華の委任により黔軍総司令代理を務めていた盧燾が正式に総司令となったものの、外省人だった盧燾は指導力を発揮できず、何応欽と谷正倫の間で主導権争いが展開された。
当初は省会たる貴陽の警察権を握る何応欽が優勢だったが、谷正倫は省外で孫文のために軍功をあげるなどして次第に軍事力を拡大、1922年（民国11年）1月には孫文から中央直轄黔軍総司令に任命される。これにより形勢は逆転し、さらに谷正倫は何応欽の配下を買収して兵変を起こさせ、ついに何応欽は貴州から駆逐されてしまった。まもなく何応欽は雲南に赴き、孫文を支持する滇軍総司令顧品珍から雲南陸軍講武学校校長に起用される。ところが何応欽に怨みを抱く旧派の刺客に銃撃されて瀕死の重傷を負い、上海で療養することになった。

### 国民革命軍創設期の活動

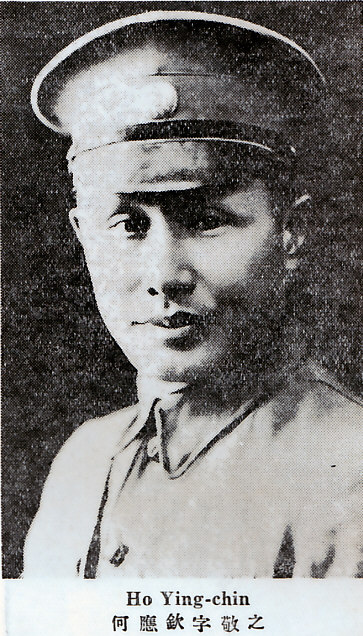
何応欽別影
Who's Who in China 4th ed. (1931)

1924年（民国13年）、何応欽は蔣介石の推薦を受けて孫文の下で大本営軍事参議に任命され、さらに廖仲愷を補佐して黄埔軍官学校の創設に従事した。同学校が開校すると、軍校少将総教官に任命され、軍事教学・訓練の責任者を務める。まもなく何応欽は同学校教導第1団団長に昇進し、1925年（民国14年）1月より陳炯明討伐の第1次東征に従事、陳炯明配下の難敵の林虎を激戦の末に破った。同年3月、第1旅旅長に昇進し、さらに楊希閔・劉震寰の反乱を鎮圧している。7月、国民革命軍の正式な成立と共に、何応欽は第1軍第1師師長に就任した（軍長：蔣介石）。10月より第2次東征に第1縦隊隊長として参戦し、11月に陳炯明の軍を殲滅、勝利を収めている。この間の活躍により、何応欽は「蔣介石の片腕」と評される存在にまでなった。
1926年（民国15年）1月、何応欽は蔣介石の後任として第1軍軍長に任命された。同年3月の中山艦事件でも、蔣介石の指示に従い軍内の中国共産党員をことごとく罷免し、さらに黄埔軍官学校教育長に就任している。同年7月からの北伐では、何応欽は東路軍総指揮として福建攻略を担当、北京政府側の福建督弁の周蔭人を撃破、12月には福州を占拠した。1927年（民国16年）1月には、浙江で孫伝芳の北京政府軍を撃破、2月に杭州を占拠している。
同年4月の上海クーデター（四・一二政変）でも、何応欽は蔣介石を支持した。これにより蔣介石が南京に国民政府を樹立すると、何応欽は国民政府委員に任命され、さらに5月には第1路軍総指揮となった。何応欽は北伐を続行し、長江を渡り北進したが、徐州で北京政府側の反撃に遭い、敗北を喫する。このとき、蔣介石は自ら前線で督戦したにもかかわらず敗北したことに怒り、前敵総司令を務めた第10軍軍長王天培に「敵前逃亡」の罪を被せて処刑し、さらに何応欽に対しても非難を浴びせるほどであった。何応欽はこれに怒り、新広西派（新桂系）や武漢国民政府側が蔣介石の責任を問う動きを見せてもこれを放置、孤立した蔣介石は8月13日に一時下野に追い込まれている。その後、何応欽は新桂系の李宗仁や白崇禧と協力して、孫伝芳軍を竜潭で殲滅、北伐の趨勢を決定付ける勝利を得た。

### 満州事変と対日交渉
1928年（民国17年）1月、蔣介石が復権して国民革命軍総司令に就任し、何応欽は総司令部参謀長としてこれを補佐した。これ以後は蔣介石と何応欽の関係は修復され、同年11月-12月に何応欽は国軍編遣委員会主任委員、訓練総監部総監を務め、軍縮や反蔣介石派討伐を推進している。1929年（民国18年）3月、中国国民党第3期中央執行委員に当選し、1930年（民国19年）春、軍政部部長に就任した。1931年（民国19年）1月、湘鄂贛閩四省剿共総司令兼南昌行営主任に任命され、第2次共産党（紅軍）包囲掃討作戦を敢行したが、失敗に終わる。続く第3次・第4次の作戦でも敗北を喫した。
1931年（民国20年）、満洲事変が勃発すると、何応欽は蔣介石の「安内攘外」（先に国内安定、後に抗戦）方針を遵守し、日本軍との全面抗戦には消極的な態度を取り続けた。1933年（民国22年）3月、何応欽は張学良の後任として軍事委員会北平分会会長代理として北平に赴任する。以後、行政院北平政務整理委員会委員長の黄郛と共に華北に侵攻する日本軍との交渉に従事し、5月、何応欽の意を受けた中国側代表の熊斌（当時、軍事委員会北平分会総参議）と日本側代表の岡村寧次（当時、関東軍参謀副長）との間で塘沽協定が結ばれた。同年、協定に不満を抱いた馮玉祥らが察哈爾民衆抗日同盟軍を組織すると、何応欽は土肥原賢二らと連携してこれを包囲し、8月に同軍を解散に追い込んでいる。
1935年（民国24年）5月、天津を中心とする華北各地での抗日行動につき、日本側が何応欽を非難し、何応欽もこれに応じて交渉を開始した。6月、河北省からの国民党部や軍の撤退等を内容とする梅津・何応欽協定（中国側呼称：何梅協定）を締結している。11月、軍事委員会北平分会は廃止され、12月に何応欽は南京に戻り、軍政部長の任に復した。1936年（民国25年）12月12日、西安事件で蔣介石らが張学良・楊虎城らに拘禁されると、何応欽は即時討伐を主張し、16日には討逆軍総司令に就任、宋美齢らの反対意見を無視して西安への攻撃命令を下す。18日、蔣介石と共に拘禁されていた蔣鼎文が蔣介石直筆の軍事行動停止命令を何に届けたことで攻撃は中止され、西安事件そのものも結局平和裏に解決された。

### 日中戦争

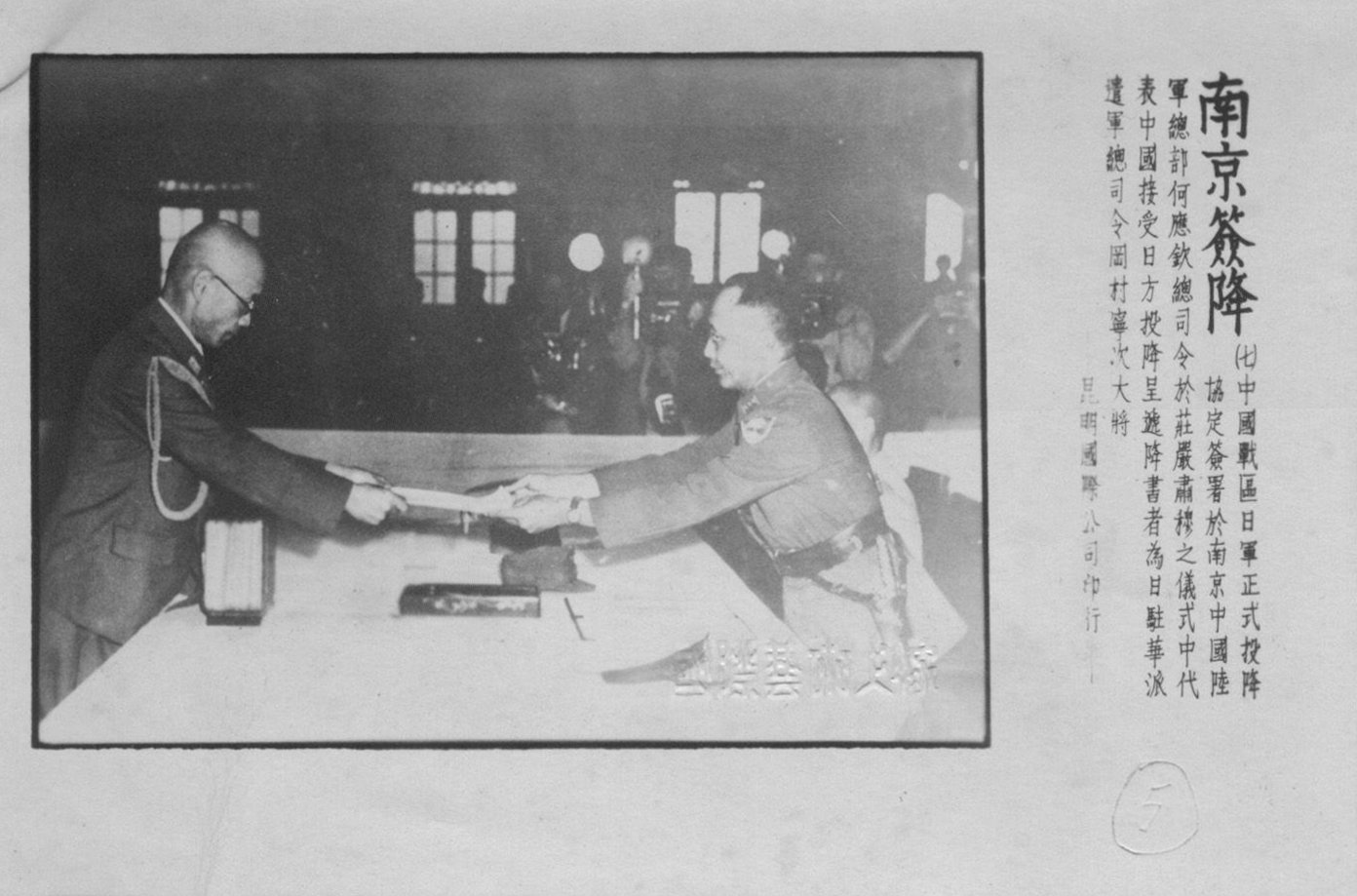
南京での降伏受諾式。何応欽（右）と小林浅三郎支那派遣軍総参謀長

1937年（民国26年）、日中戦争（抗日戦争）が勃発すると何応欽は南京で軍の編成にあたり、8月、軍政部長に加え第4戦区司令長官を兼任した。1938年（民国27年）1月、軍事委員会参謀総長も兼ね、戦時の軍制・計画・指揮に責任を負うことになる。1944年（民国33年）12月、何応欽は14年以上もの長期にわたり在任した軍政部長を退き、連合国中国戦区陸軍総司令に就任した。
1945年（民国34年）8月、何応欽は南京軍官学校における降伏文書調印式では陸軍総司令として中国側代表を務める（日本側代表は支那派遣軍総司令官岡村寧次）。満洲を除く中国内陸部で降伏した日本人兵士らの安全な輸送帰国を遂行し、日本から感謝された。

### 国共内戦
日中戦争終結後になると、蔣介石は強大な軍権を掌握する何応欽に猜疑を抱き始め、何応欽の軍中の政敵である陳誠を信任するようになっていく。1946年（民国35年）5月、国民政府において国防部が成立し、部長に白崇禧、参謀総長に陳誠が就任した。一方、軍事委員会と陸軍総司令部は廃止され、何応欽も同時に罷免されてしまう。そのため失意の何応欽は、国連安全保障理事会軍事参謀団中国代表団団長としてアメリカに赴くことになった。
1948年（民国37年）3月に何応欽が帰国した頃には、陳誠が東北での大敗で失脚し、何応欽は行政院政務委員兼国防部長に起用される。しかし、実際の軍権は蔣介石の手中にあり、何応欽にはほとんど実権が無かった。1949年（民国38年）3月、総統代理李宗仁（この直前に蔣介石が一時下野）の下で何応欽は行政院長を務めたが、何応欽は李宗仁ではなく蔣介石の指示を遵守し、李宗仁が推進した国共和平協定の調印を最終的に拒絶している。4月、何応欽が国防部長を兼任し、中国人民解放軍迎撃に備えようとしたが、すでに長江を渡河した解放軍を防ぐ術はなく、5月に行政院長を辞任、8月に台湾へ撤退した。

### 国共内戦後
台湾に移って以降は、1950年（民国39年）5月に総統府戦略顧問委員会主任委員（1972年5月より同委員会戦略顧問）に任命される。何応欽は蔣介石のために日本やアメリカ、東南アジア各国を訪問し、連携確立に努力した。そのほか、中日文化経済協会理事長、三民主義統一中国大同盟主任委員などを歴任している。
1987年（民国76年）10月21日、台北市にて心臓の衰弱により死去。享年98（満97歳）。

## 著作
- （中日文化経済協会編）『何応欽将軍再度訪日講演集』1956年
- 『何上将抗戦期間軍事報告』文星書店、1962年
- 『世界革命と日本:中日関係講演集』時事通信社、1970年
- （青年思想研究会編）『中日関係と中共の陰謀:何応欽将軍講演集』行政通信社、1974年

## 栄典
- 青天白日勲章：1943年
- 一等宝鼎勲章（中国語版）
- 一等卿雲勲章（中国語版）：1944年1月1日
- 一等雲麾勲章（中国語版）
- 一等景星勲章（中国語版）
- 忠勤勲章
- 二等采玉勲章
- 大同勲章
- 河圖勲章
- 一等復興栄誉勲章
- 國民革命軍誓師十週年紀念勲章
- 陸海空軍甲種一等獎章
- 光華甲種一等獎章
- 干城甲種一等獎章
- 華冑栄誉獎章
- 航空建設協會總會甲等獎章
- 獻機祝壽紀念章
- 抗戦勝利紀念章
- 中国童子軍紀念章
- 中国童子軍四十五年露営紀念章
- 紅十字会名誉会員紀念章
- 全国慰労總會紀念章
- 美國國防部服務紀念章
- バス勲章ナイト・コマンダー
- レジオンドヌール勲章グランクロワ
- ドイツ赤十字勲章（ドイツ語版）大十字章
- 勲一等旭日大綬章
- メキシコ一等武功勲章（スペイン語版）
- 韓国文化勲章

## 親族
- 甥：何紹周（中国語版）（陸軍中将）
- 孫：何祖光（実業家、妻は女優の温碧霞（中国語版））